# Radio Impuls
Radio Impuls este un post de radio românesc de muzică pop și dance. Postul are sediul în Cluj-Napoca și aparține companiei Doğan Media International SA din 2019, care deține și postul de televiziune Kanal D România. Postul de radio s-a lansat în 2003.
Conform ultimelor date din studiul de audiență radio (29 august - 18 decembrie 2022), realizat de IMAS–Marketing și Sondaje și Mercury Research, Radio Impuls a fost audiat zilnic de 15.200 ascultători în București.
Pe 10 noiembrie 2022, Dogan Media International a obținut aprobarea CNA pentru preluarea de noi licențe audiovizuale pentru Radio Impuls. Astfel, Radio Impuls își extinde rețeaua și va fi auzit în curând și la Ploiești, Câmpina, Sinaia, repere esențiale în acoperirea regionala a centrului României, precum și la Alba Iulia și Câmpeni.
Pe 9 ianuarie 2024, Dogan Media International a obținut aprobarea Consiliului Național al Audiovizualului (CNA) pentru preluarea licenței regionale de la Radio Boom către Radio Impuls. Astfel, Radio Impuls își extinde strategic rețeaua națională și va fi auzit în curând și la Buzău, Bârlad, Focșani și Piatra Neamț.
„Kanal D2 și noile licențe Radio Impuls reprezintă un pas strategic pentru Dogan Media International în misiunea noastră de a adăuga valoare pieței media din România.
Am demonstrat de-a lungul timpului că suntem inovatori, am creat adevărate trenduri în materie de formate TV și nu numai, și ne dorim să facem multe lucruri extraordinare în continuare. Vom aduce un suflu nou pe piața media din România și, în același timp, vom oferi publicului produse de calitate, prin intermediul celor trei divizii ale Dogan Media International – TV, Radio și Digital”—Ugur Yesil

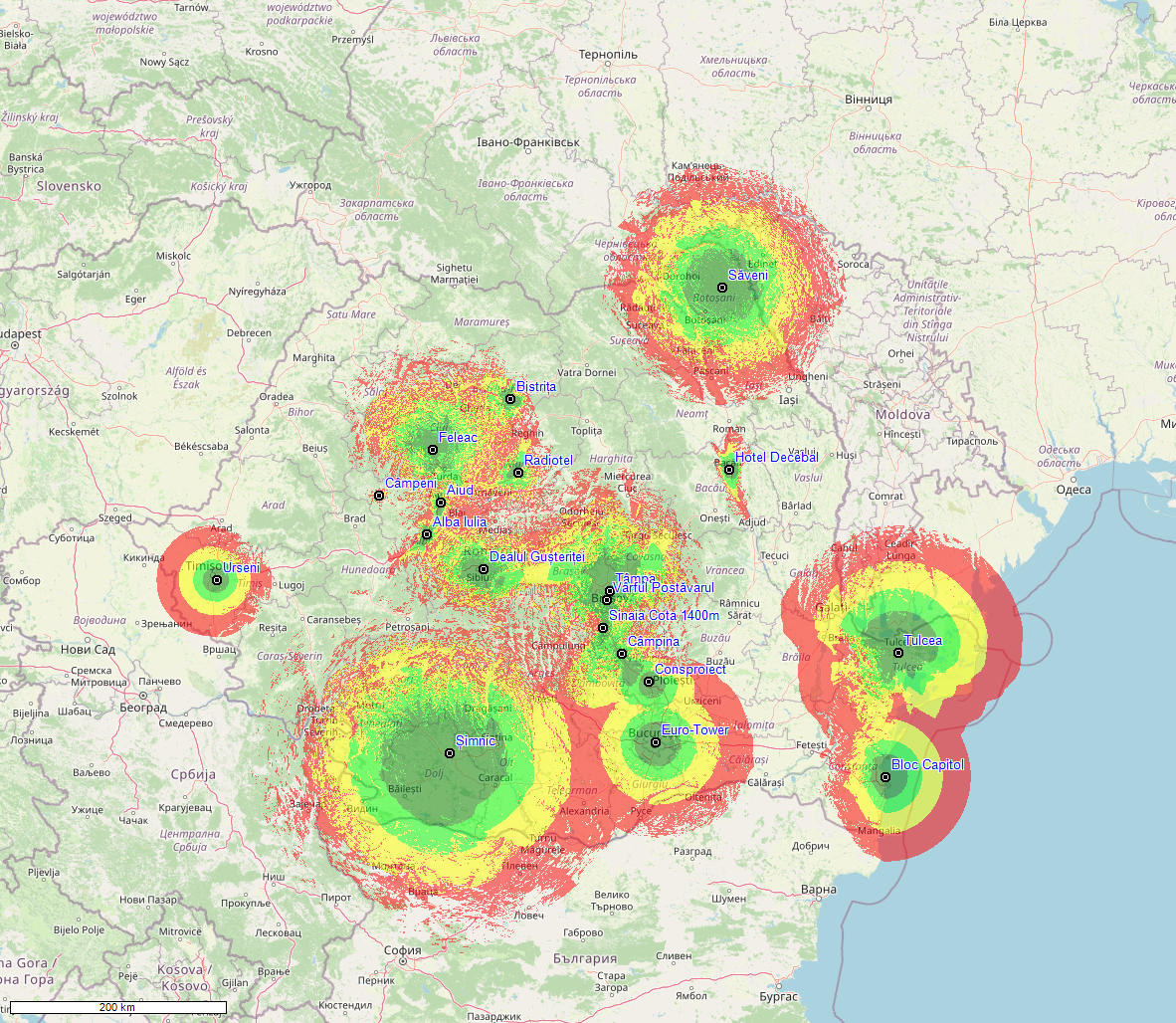
Acoperire aproximativă a semnalului Radio Impuls.
Recepționat de orice receiver în zonă
Recepționat bine de un receiver slab al mașinii
Recepționat bine de un receiver puternic al mașinii / de un receiver slab al mașinii (dar cu probleme)
Recepționat de un receiver puternic al mașinii (dar cu probleme)

     Recepționat de orice receiver în zonă
     Recepționat bine de un receiver slab al mașinii
     Recepționat bine de un receiver puternic al mașinii / de un receiver slab al mașinii (dar cu probleme)
     Recepționat de un receiver puternic al mașinii (dar cu probleme)

## Emisiuni și echipa
„Dimineața pe doi” cu Greeg (Grigore Șerban) și Andrei Moga matinalul de la 07:00 la 10:00, este un mix îndrăzneț între TV și radio difuzat simultan pe Kanal D2 și Radio Impuls. Dialogurile spumoase, concursurile, invitații diverși și multă energie le vor asigura o zi minunată celor se trezesc de dimineață și savurează buna dispoziție și cele mai proaspete știri ale zilei aduse de Nadina Zisu. În fiecare vineri de la 08:30 la 09:45, DJ Ramirez aduce un mix pentru pregătirea generală de weekend.
„Bară La Bară” cu Mihai Hînda, este emisiunea care aduce hiturile vechi și noi, dar și interviuri cu artiști în vogă. „Piesa de rupt ușa” este rubrica zilnică la final de program de lucru.
„Party Zone” este emisiunea de mix-uri transmisă live de la 19:00 la 22:00 DJ Even Steven aduce în FM remixuri ale hiturilor actuale și nu numai, de luni până vineri, timp de trei ore. Iar sâmbătă de la 22:15 la 00:00, DJ Serginio aduce remixuri ale hiturilor fresh la Party Zone Weekend Edition.
În fiecare duminică de la ora 20:00, DJ Ramirez aduce ascultătorilor un mix pentru sfârșitul săptămânii, la Impuls Party Groove.
„HOT 40” este emisiunea de weekend, unde cele mai tari hituri își dau întâlnire în topul săptămânal. Ascultătorii pot vota pe site-ul radioimpuls.ro piesele preferate și astfel, decid care sunt melodiile care merită să fie în fruntea clasamentului. Va fi difuzat în fiecare sâmbătă de la 12:00 la 14:30, și duminică în reluare de la 16:00 la 18:30.
Tot în cadrul emisiunii HOT 40, vor fi prezentate și două rubrici: Impuls Music News, prezentată de Alexandra Enășoaie, care își dă 3 propuneri pentru piesele noi și fresh (se va difuza după cele 3 scurte recapitulări ale clasamentelor) și Remember, prezentat de Alin Scrob, care își va pune ascultătorilor o piesă din trecut (se va difuza pe la jumătatea clasamentului 10 - 1).
Radio Impuls pune la dispoziția ascultătorilor secțiunea PODCAST pentru a revizui emisiunile ratate.

## Frecvențe
| Oraș         | Frecvență |
| ------------ | --------- |
| București    | 88.0 FM   |
| Aiud         | 95.2 FM   |
| Alba Iulia   | 99.7 FM   |
| Bacău        | 88.8 FM   |
| Bârlad       | 104.9 FM  |
| Bistrița     | 97.3 FM   |
| Botoșani     | 91.1 FM   |
| Brașov       | 91.9 FM   |
| Buzău        | 96.7 FM   |
| Câmpeni      | 96.2 FM   |
| Câmpina      | 88.6 FM   |
| Cluj-Napoca  | 101.5 FM  |
| Constanța    | 96.9 FM   |
| Craiova      | 92.0 FM   |
| Focșani      | 95.3 FM   |
| Piatra Neamț | 102.3 FM  |
| Ploiești     | 88.3 FM   |
| Râșnov       | 104.5 FM  |
| Sibiu        | 88.4 FM   |
| Sinaia       | 103.6 FM  |
| Târgu Mureș  | 106.4 FM  |
| Timișoara    | 93.9 FM   |
| Tulcea       | 91.4 FM   |

## Program

### Luni-joi
00:00-07:00 - Hit după hit
07:00-10:00 - Brigada Devreme cu George Zafiu, Ramona Dumitrescu și Andrei Tudorache 
10:00-13:00 - Trei Ceasuri Bune cu Andreea Remețan
13:00-16:00 - Hit Siesta cu Greeg
16:00-19:00 Bară La Bară cu Mihai Hînda
19:00-22:00 - Party Zone cu DJ Even Steven
22:00-00:00 - Hit după hit

### Vineri
00:00-07:00 - Hit după hit
07:00-10:00 - Brigada Devreme cu George Zafiu, Ramona Dumitrescu și Andrei Tudorache
10:00-13:00 - Trei Ceasuri Bune cu Andreea Remețan
13:00-16:00 - Hit Siesta cu Greeg
16:00-19:00 - Bară la bară cu Mihai Hînda
19:00-22:00 - Party Zone cu DJ Even Steven
22:00-00:00 - Global DJ Broadcast cu Markus Schulz

### Sâmbătă
00:00-12:00 - Hit după hit
12:00-14:00 - HOT 40 cu Alin Scrob
14:00-21:00 - Hit după hit
21:00-21:15 - Buletin de știri
21:15-00:00 - Party Zone cu DJ Even Steven

### Duminică
00:00-12:00 - Hit după hit
12:00-13:00 - Invitatul de 12 cu Cosmin Cernat
13:00-00:00 - Hit după hit

## Legături externe
- Site oficial
- Radio Online România
- OFICIAL. Radio Impuls trece în grupul Dogan. Ce planuri are conducerea Kanal D? Teo și Sabbagh, și în FM
- Ce radiouri au ascultat tinerii în toamna anului trecut?
- Kanal D pregătește lansarea unui nou post de televiziune după preluarea București TV. Cum se va numi?